# Lokca
Lokca és un poble i municipi d'Eslovàquia que es troba a la regió de Žilina, al centre-nord del país. És documentat per primera vegada el 1496.

## Demografia
| Godina             | 1994 | 2004   | 2014   | 2024   |
| ------------------ | ---- | ------ | ------ | ------ |
| Nombre de persones | 2048 | 2201   | 2328   | 2524   |
| Diferència         |      | +7,47% | +5,77% | +8,41% |

| Godina             | 2023 | 2024   |
| ------------------ | ---- | ------ |
| Nombre de persones | 2480 | 2524   |
| Diferència         |      | +1,77% |